# كاتي فالون
كاتي فالون (بالإنجليزية: Katie Fallon) هي مقالاتية أمريكية، ولدت في 25 أكتوبر 1976 في ويلكس بار في الولايات المتحدة.